# Adolfo d'Assia-Philippsthal-Barchfeld
Adolfo d'Assia-Philippsthal-Barchfeld (Ypres, 29 giugno 1743 – Barchfeld, 17 luglio 1803) fu langravio d'Assia-Philippsthal-Barchfeld dal 1777 al 1803.

## Biografia
Adolfo era figlio di Guglielmo d'Assia-Philippsthal-Barchfeld e di sua moglie, Carlotta Guglielmina di Anhalt-Bernburg-Schaumburg-Hoym, figlia del principe Lebrecht di Anhalt-Zeitz-Hoym. Nel 1777 Adolfo succedette a suo fratello Federico come langravio d'Assia-Philippsthal-Barchfeld dal momento che questi non aveva avuto figli.
Iniziò la sua carriera al servizio dell'Assia-Kassel, passando poi al servizio degli olandesi ove più tardi divenne colonnello nel 3º reggimento di Orange-Nassau. Nel 1773 entrò nell'esercito prussiano e divenne capitano del Fusilier-Regiment Nr. 55. Qui si guadagnò il favore di Federico II e venne nominato maggiore generale il 16 gennaio 1777. Adolfo combatté poi nella Guerra di successione bavarese ove venne attaccato coi suoi uomini dal generale Wurmser venendo catturato nel 1779. Rilasciato nel 1780, si dimise dall'esercito e fece ritorno a Barchfeld.
Nel 1794 acquistò il maniero di Nesselröden.

## Matrimonio e figli
Adolfo sposò il 18 ottobre 1781 a Meiningen la principessa Luisa (1752–1805), figlia del duca Antonio Ulrico di Sassonia-Meiningen e di sua moglie Carlotta Amalia d'Assia-Philippsthal. La coppia ebbe i seguenti figli:
- Federico (1782–1783)
- Carlo (1784–1854), langravio d'Assia-Philippsthal-Barchfeld, sposò in prime nozze nel 1816 la principessa Augusta di Hohenlohe-Ingelfingen (1793–1821) ed alla morte della prima moglie si risposò nel 1823 con la principessa Sofia di Bentheim und Steinfurt (1794–1873)
- Federico Guglielmo (1786–1834), sposò nel 1812 la principessa Giuliana Sofia di Danimarca (1788–1850)
- Giorgio (1787–1788)
- Ernesto Federico (1789–1850)
- Carlotta (*/† 1794)

## Ascendenza
|                                                            |                                        |                                                     | Genitori                                        |  |  | Nonni |  |  | Bisnonni                       |  |  | Trisnonni                      |  |
|                                                            |                                        |                                                     |                                                 |  |  |       |  |  | 8. Guglielmo VI d'Assia-Kassel |  |  | 16. Guglielmo V d'Assia-Kassel |  |
|                                                            |                                        |                                                     |                                                 |  |  |       |  |  | 8. Guglielmo VI d'Assia-Kassel |  |  | 16. Guglielmo V d'Assia-Kassel |  |
|                                                            |                                        | 17. Amalia Elisabetta di Hanau-Münzenberg           |                                                 |  |  |       |  |  | 8. Guglielmo VI d'Assia-Kassel |  |  |                                |  |
| 4. Filippo d'Assia-Philippsthal                            |                                        |                                                     |                                                 |  |  |       |  |  | 8. Guglielmo VI d'Assia-Kassel |  |  |                                |  |
|                                                            |                                        | 9. Edvige Sofia di Brandeburgo                      | 18. Giorgio Guglielmo di Brandeburgo            |  |  |       |  |  |                                |  |  |                                |  |
|                                                            |                                        | 9. Edvige Sofia di Brandeburgo                      | 18. Giorgio Guglielmo di Brandeburgo            |  |  |       |  |  |                                |  |  |                                |  |
|                                                            |                                        | 9. Edvige Sofia di Brandeburgo                      | 19. Elisabetta Carlotta del Palatinato-Simmern  |  |  |       |  |  |                                |  |  |                                |  |
| 2. Guglielmo d'Assia-Philippsthal-Barchfeld                |                                        | 9. Edvige Sofia di Brandeburgo                      |                                                 |  |  |       |  |  |                                |  |  |                                |  |
|                                                            |                                        | 10. Carlo Ottone di Solms-Laubach                   | 20. Alberto Ottone II di Solms-Laubach          |  |  |       |  |  |                                |  |  |                                |  |
|                                                            |                                        | 10. Carlo Ottone di Solms-Laubach                   | 20. Alberto Ottone II di Solms-Laubach          |  |  |       |  |  |                                |  |  |                                |  |
|                                                            |                                        | 10. Carlo Ottone di Solms-Laubach                   | 21. Caterina Giuliana di Hanau-Münzenberg       |  |  |       |  |  |                                |  |  |                                |  |
| 5. Caterina Amalia di Solms-Laubach                        |                                        | 10. Carlo Ottone di Solms-Laubach                   |                                                 |  |  |       |  |  |                                |  |  |                                |  |
|                                                            |                                        | 11. Amoena Elisabetta di Bentheim-Tecklenburg       | 22. Arnoldo Jobst di Bentheim-Tecklenburg       |  |  |       |  |  |                                |  |  |                                |  |
|                                                            |                                        | 11. Amoena Elisabetta di Bentheim-Tecklenburg       | 22. Arnoldo Jobst di Bentheim-Tecklenburg       |  |  |       |  |  |                                |  |  |                                |  |
|                                                            |                                        | 11. Amoena Elisabetta di Bentheim-Tecklenburg       | 23. Anna Amalia di Isenburg-Büdingen-Birstein   |  |  |       |  |  |                                |  |  |                                |  |
| 1. Adolfo d'Assia-Philippsthal-Barchfeld                   |                                        | 11. Amoena Elisabetta di Bentheim-Tecklenburg       |                                                 |  |  |       |  |  |                                |  |  |                                |  |
|                                                            | 12. Vittorio Amedeo di Anhalt-Bernburg | 24. Cristiano II di Anhalt-Bernburg                 |                                                 |  |  |       |  |  |                                |  |  |                                |  |
|                                                            | 12. Vittorio Amedeo di Anhalt-Bernburg | 24. Cristiano II di Anhalt-Bernburg                 |                                                 |  |  |       |  |  |                                |  |  |                                |  |
|                                                            | 12. Vittorio Amedeo di Anhalt-Bernburg | 25. Eleonora Sofia di Schleswig-Holstein-Sonderburg |                                                 |  |  |       |  |  |                                |  |  |                                |  |
| 6. Lebrecht di Anhalt-Zeitz-Hoym                           | 12. Vittorio Amedeo di Anhalt-Bernburg |                                                     |                                                 |  |  |       |  |  |                                |  |  |                                |  |
|                                                            |                                        | 13. Elisabetta del Palatinato-Zweibrücken-Veldenz   | 26. Federico del Palatinato-Zweibrücken-Veldenz |  |  |       |  |  |                                |  |  |                                |  |
|                                                            |                                        | 13. Elisabetta del Palatinato-Zweibrücken-Veldenz   | 26. Federico del Palatinato-Zweibrücken-Veldenz |  |  |       |  |  |                                |  |  |                                |  |
|                                                            |                                        | 13. Elisabetta del Palatinato-Zweibrücken-Veldenz   | 27. Anna Giuliana di Nassau-Saarbrücken         |  |  |       |  |  |                                |  |  |                                |  |
| 3. Carlotta Guglielmina di Anhalt-Bernburg-Schaumburg-Hoym |                                        | 13. Elisabetta del Palatinato-Zweibrücken-Veldenz   |                                                 |  |  |       |  |  |                                |  |  |                                |  |
|                                                            |                                        | 14. Giovanni Giorgio di Weede                       | 28. Giovanni di Weede                           |  |  |       |  |  |                                |  |  |                                |  |
|                                                            |                                        | 14. Giovanni Giorgio di Weede                       | 28. Giovanni di Weede                           |  |  |       |  |  |                                |  |  |                                |  |
|                                                            |                                        | 14. Giovanni Giorgio di Weede                       | 29. Caterina di Cupere                          |  |  |       |  |  |                                |  |  |                                |  |
| 7. Eberardina Giacoma di Weede                             |                                        | 14. Giovanni Giorgio di Weede                       |                                                 |  |  |       |  |  |                                |  |  |                                |  |
|                                                            |                                        | 15. Agnese Margherita di Raesfeld                   | 30. Raniero di Raesfeld                         |  |  |       |  |  |                                |  |  |                                |  |
|                                                            |                                        | 15. Agnese Margherita di Raesfeld                   | 30. Raniero di Raesfeld                         |  |  |       |  |  |                                |  |  |                                |  |
|                                                            |                                        | 15. Agnese Margherita di Raesfeld                   | 31. Margherita di Leefdael                      |  |  |       |  |  |                                |  |  |                                |  |
|                                                            |                                        | 15. Agnese Margherita di Raesfeld                   |                                                 |  |  |       |  |  |                                |  |  |                                |  |